# Lysice
Lysice (en allemand : Lissitz) est un bourg (městys) du district de Blansko, dans la région de Moravie-du-Sud, en République tchèque. Sa population s'élevait à 1 944 habitants en 2024.

## Géographie
Lysice se trouve à 7 km au sud-sud-est de Kunštát, à 13 km au nord-ouest de Blansko, à 30 km au nord-nord-ouest de Brno et à 167 km à l'est-sud-est de Prague.

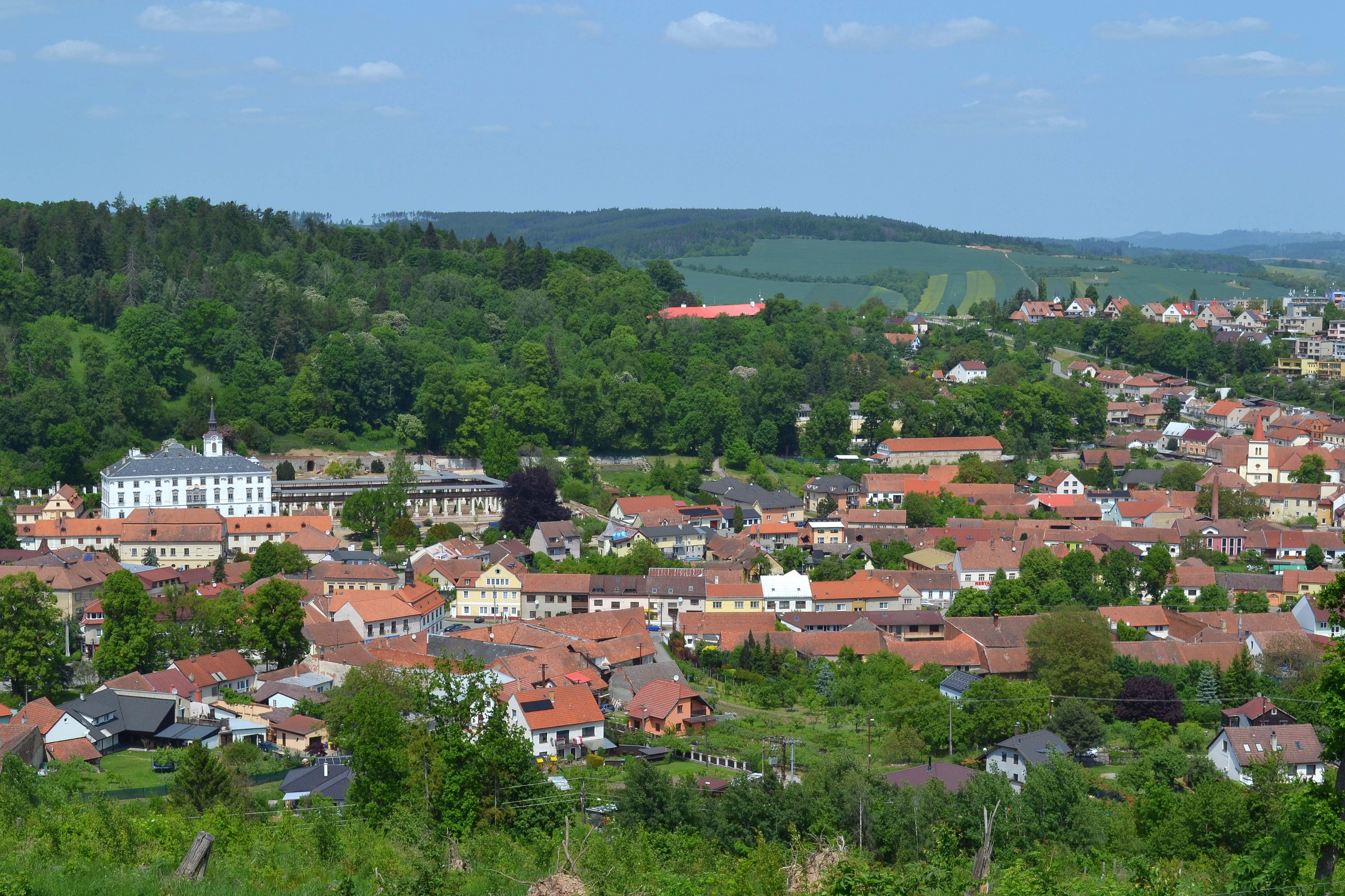
Lysice : vue générale.

La commune est limitée par Drnovice au nord, par Voděrady, Krhov et Bořitov à l'est, par Býkovice et Žerůtky au sud, et par Štěchov et Lhota u Lysic à l'ouest.

## Histoire
La première mention écrite de la localité date de 1308.

## Galerie

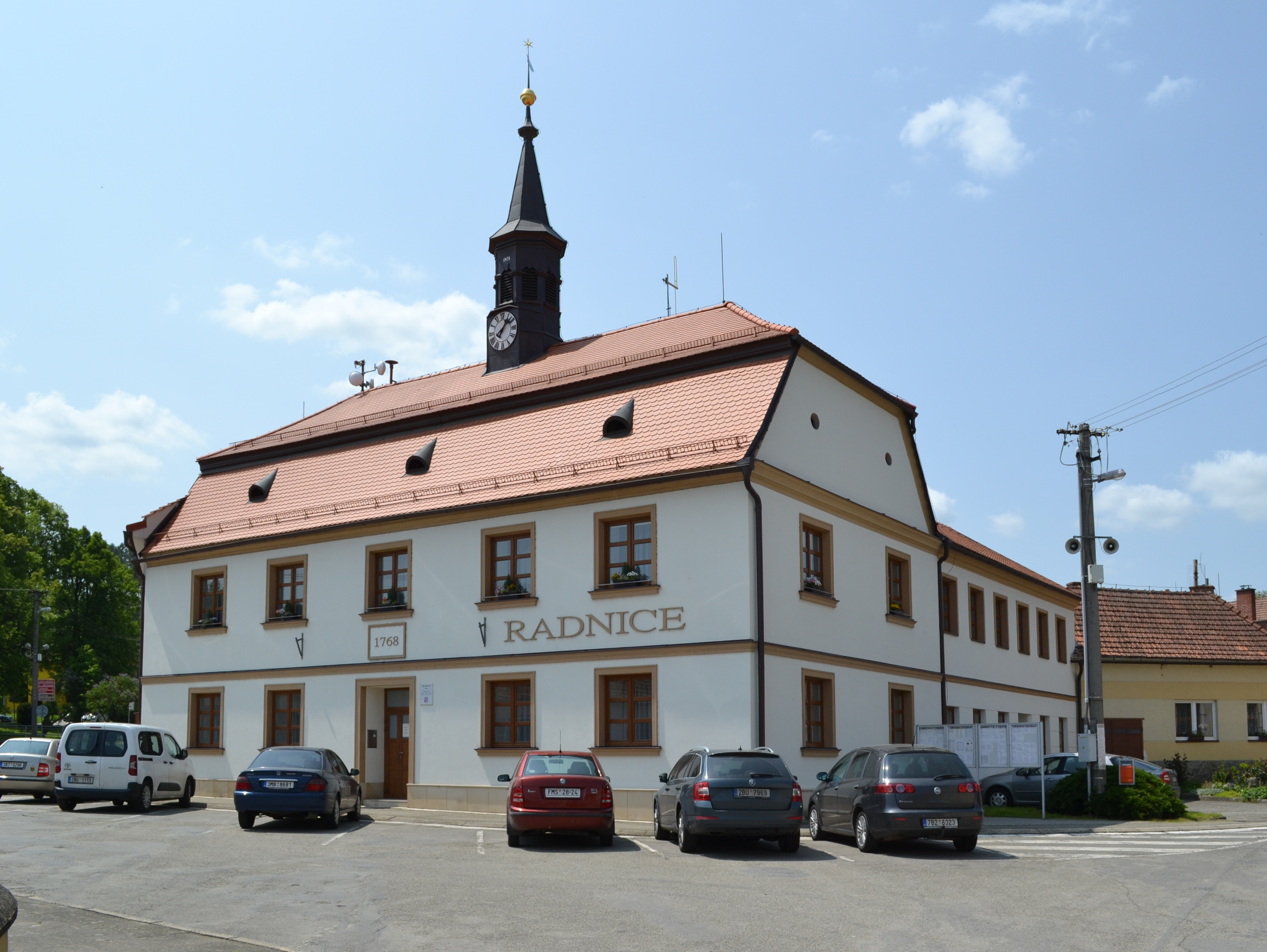
Lysice : hôtel de ville.
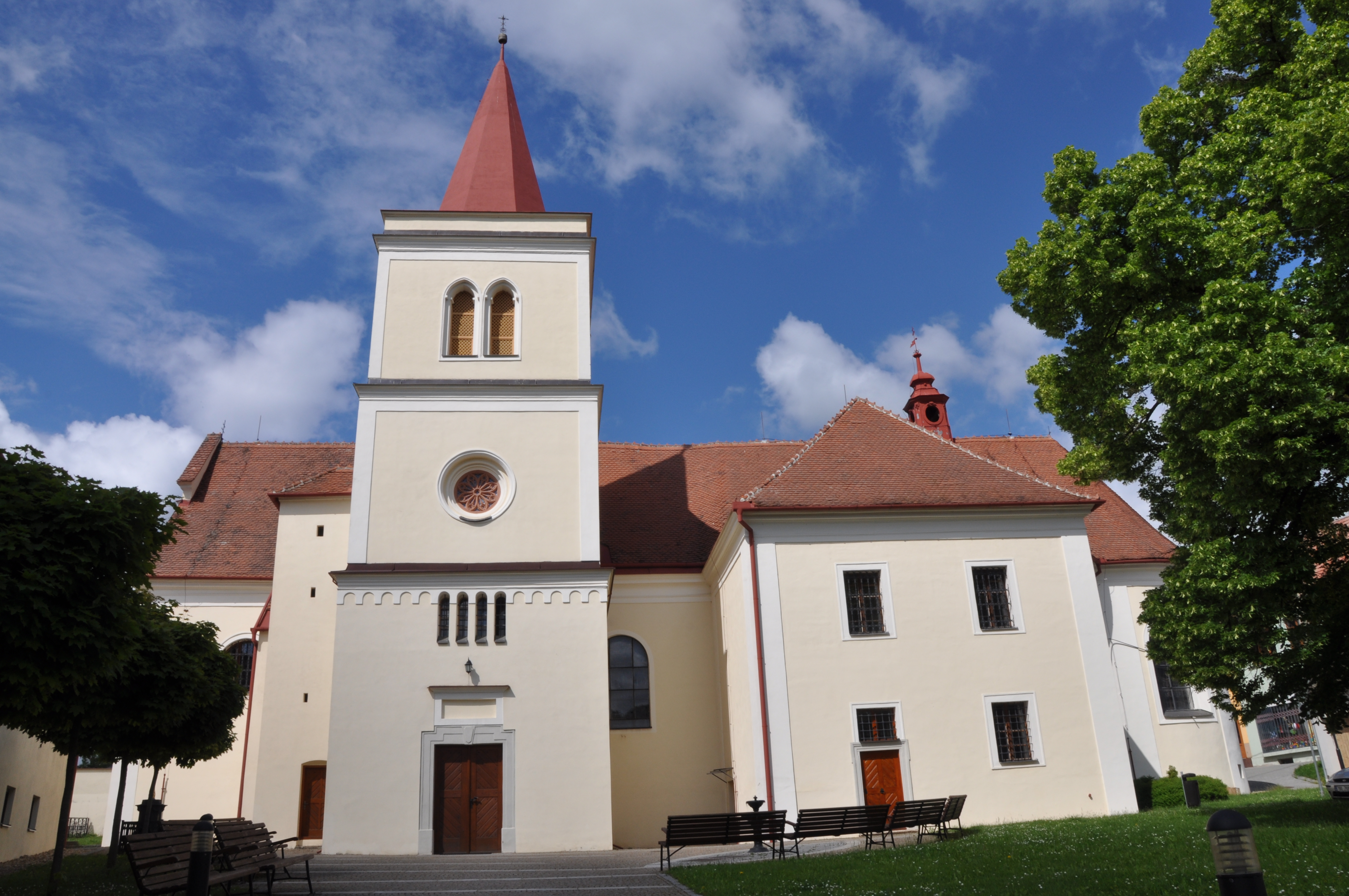
Église Saints-Pierre-et-Paul.

## Patrimoine
- Château de Lysice

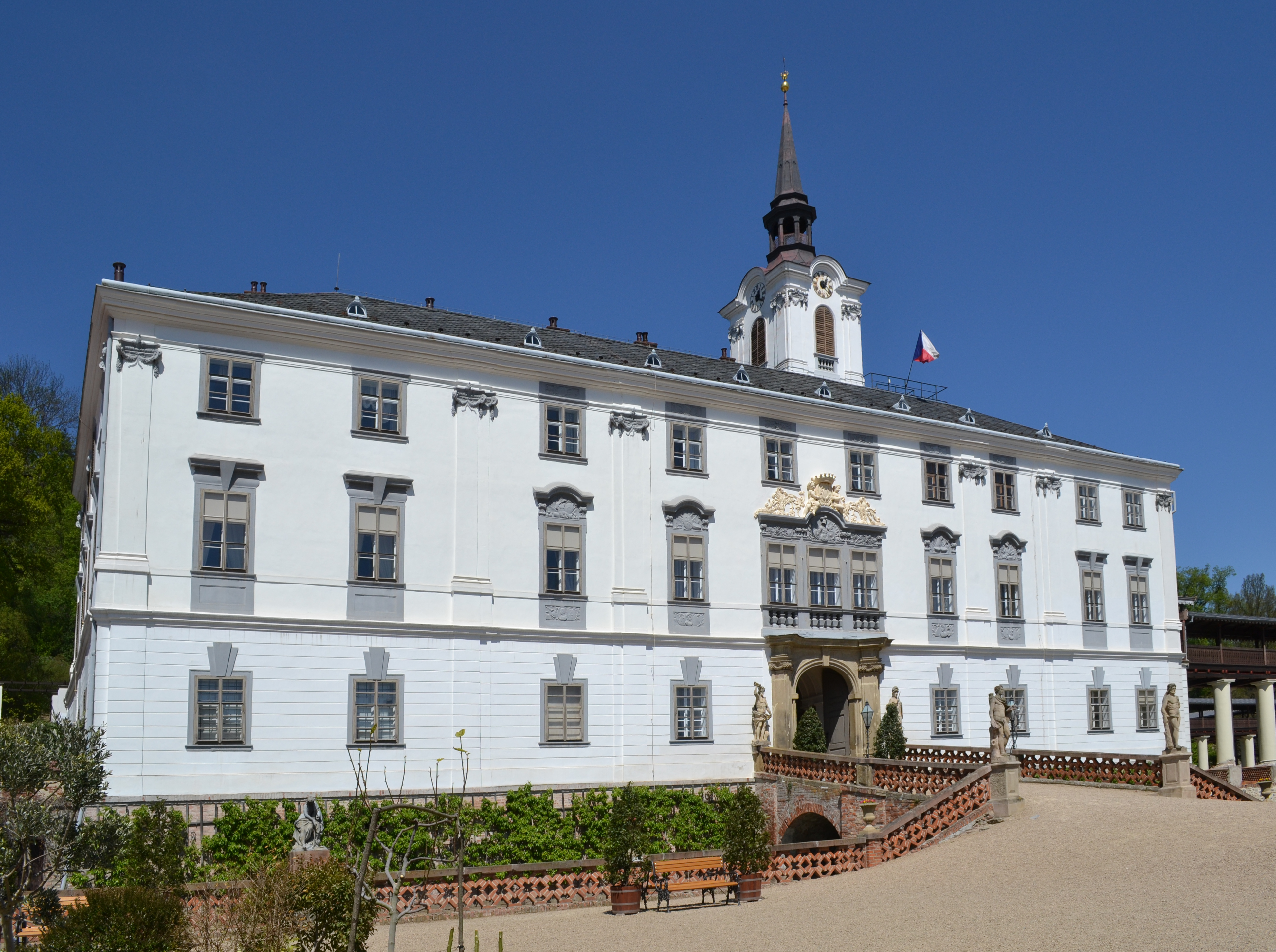
Façade du château.
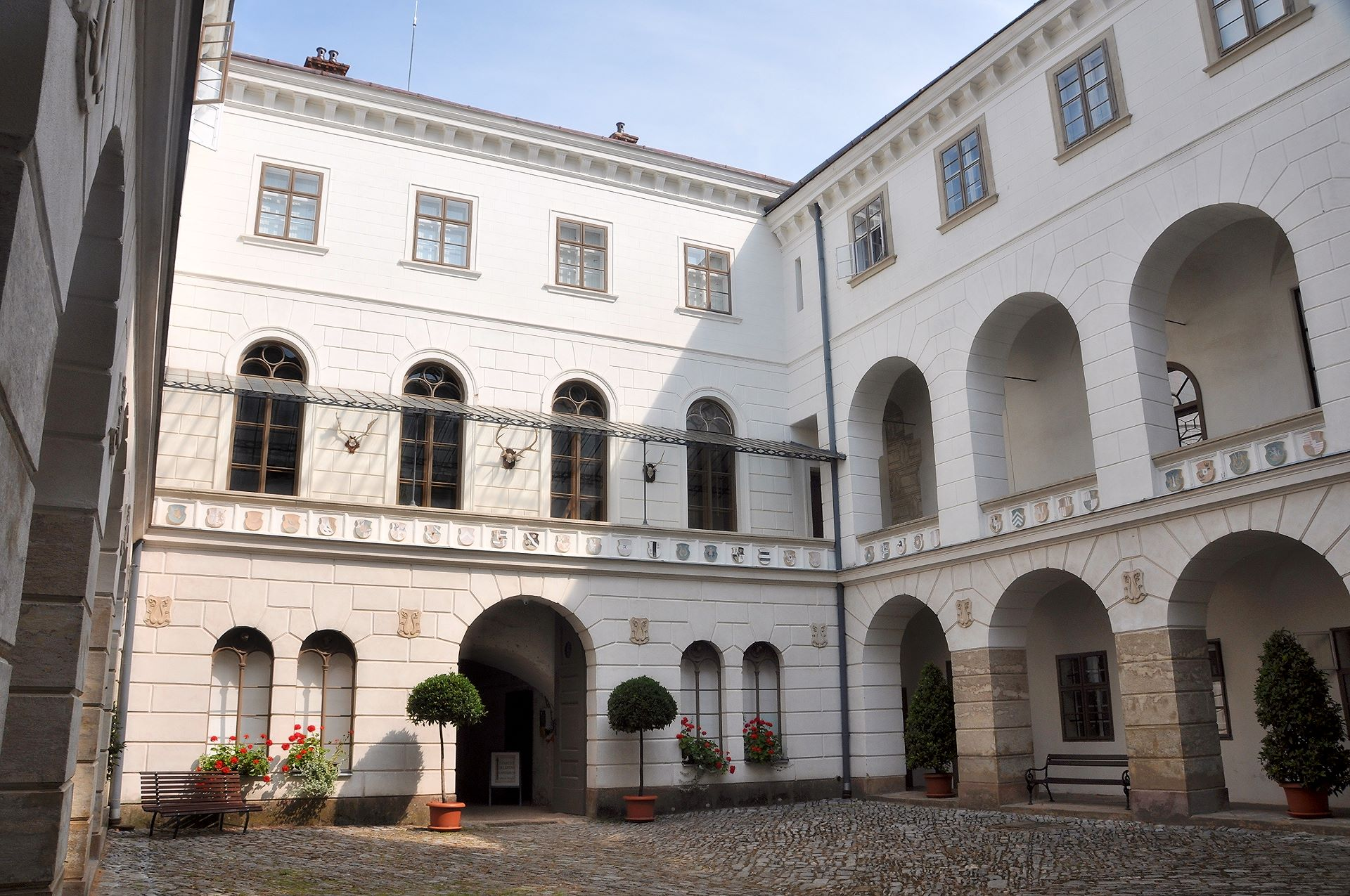
Cour intérieure.

## Transports
Par la route, Lysice se trouve à 10 km de Blansko, à 33,5 km de Brno et à 211 km de Prague.